# Naohisa Takato
Naohisa Takato –en japonés, 髙藤 直寿, Takato Naohisa– (Shimotsuke, 30 de mayo de 1993) es un deportista japonés que compite en judo.
Participó en dos Juegos Olímpicos de Verano, obteniendo dos medallas, bronce en Río de Janeiro 2016 y oro en Tokio 2020, ambas en la categoría de –60 kg.
Ganó cinco medallas en el Campeonato Mundial de Judo entre los años 2013 y 2022, y dos medallas de oro en el Campeonato Asiático de Judo, en los años 2017 y 2021.

## Palmarés internacional
| Juegos Olímpicos    | Juegos Olímpicos        | Juegos Olímpicos  | Juegos Olímpicos |
| Año                 | Lugar                   | Medalla           | Categoría        |
| ------------------- | ----------------------- | ----------------- | ---------------- |
| 2016                | Río de Janeiro (Brasil) | Medalla de bronce | –60 kg           |
| 2020                | Tokio (Japón)           | Medalla de oro    | –60 kg           |
| Campeonato Mundial  |                         |                   |                  |
| Año                 | Lugar                   | Medalla           | Categoría        |
| 2013                | Río de Janeiro (Brasil) | Medalla de oro    | –60 kg           |
| 2014                | Cheliábinsk (Rusia)     | Medalla de bronce | –60 kg           |
| 2017                | Budapest (Hungría)      | Medalla de oro    | –60 kg           |
| 2018                | Bakú (Azerbaiyán)       | Medalla de oro    | –60 kg           |
| 2022                | Taskent (Uzbekistán)    | Medalla de oro    | –60 kg           |
| Campeonato Asiático |                         |                   |                  |
| Año                 | Lugar                   | Medalla           | Categoría        |
| 2017                | Hong Kong (China)       | Medalla de oro    | –60 kg           |
| 2021                | Biskek (Kirguistán)     | Medalla de oro    | –60 kg           |